# 亀井丈人
JACKY KAMEI （ジャッキーカメイ、1999年11月11日 - ）は、日本の男性プロレスラー。本名亀井丈人（かめい たけと）。鳥取県鳥取市出身。DRAGON GATE所属。 血液型O型。

## 経歴
- 2018年4月、高校卒業後DRAGON GATE入門。同期は菊田円、SB KENTo。
- 2019年12月22日、愛知・名古屋国際会議場大会で、対土井成樹＆小舩賢登 （パートナーは、YAMATO）デビュー
- 2021年1月17日、神戸・サンボーホール大会で行われたNATURAL VIBES新メンバーオーディションに、U-Tと共に合格
- 2021年4月24日、神戸・サンボーホール大会にてリングネームを「FUNKY"JACKY"KAMEI」に改名[1]。
- 2021年10月17日、神戸・サンボーホール大会で、同期のSB KENToの持つブレイブゲート王座に挑戦するも敗れる。また前日には自身の入場曲「JACKY FUNKY BABY」（あやまんJAPAN）が披露されるも、リングネームが「FUNKY JACKY」にもかかわらず歌詞が「JACKY FUNKY」となっていたため、歌詞に合わせリングネームを「JACKY"FUNKY"KAMEI」に変更[2]。
- 2022年2月20日、アクロス福岡にて人生初のタイトルであるトライアングルゲート王座を獲得する。
- 2022年6月5日、神戸・サンボーホール大会でカンフーマスターズを結成
- 2022年7月30日、神戸・ワールド記念ホール大会でシュン・スカイウォーカー&ディアマンテ組に勝利し、オープン・ザ・ツインゲート王座を戴冠。

## 得意技
プロジェクトA
コーナーから飛びついて決める高速カサドーラ。この技で初のツインゲート王座を獲得した。
"JACKY"ナイフ
ジャックナイフ式エビ固め。主なフィニッシャー。
ランアップ
コーナーを使った変形ブルドッキングヘッドロック。
トルベジーノ
吉野正人から継承された技。
トルベジーノ十字固め
旋風脚
ドロップキック
ヒップドロップ

## タイトル歴
DRAGON GATE
- オープン・ザ・ツインゲート王座
- オープン・ザ・トライアングルゲート王座